# Mycetophila ferrazi
Mycetophila ferrazi är en tvåvingeart som beskrevs av Lane 1955. Mycetophila ferrazi ingår i släktet Mycetophila och familjen svampmyggor. Inga underarter finns listade i Catalogue of Life.